# Елань (Байкаловский район)
Елань — село в Байкаловском районе Свердловской области России. Входит в состав Краснополянского сельского поселения.

## Происхождение названия
Старое название села, Верх-Ницинская Слобода, произошло от р. Ницы. Добавление "Верхняя" появилось для различия от других слобод, построенных ниже по течению.
Современное название Елань (Ялань) происходит, согласно преданию, от имени татарского князя Ялана, который жил здесь со своей ордой.
Однако более убедительна версия, согласно которой название Елань может быть объяснено местоположением села, так как слово ялань употреблялось местными жителями в смысле чистого, открытого, безлесного места.

## История

### Слобода
Первые поселения на территории современной Елани относятся к бронзовому веку. Стоянка этой эпохи обнаружена на берегу Ницы в 0,7 км к востоку от села.
Село основано в 1627 году тюменским боярским сыном Ильей Бакшеевым как Верх-Ницинская слобода. Поселение подвергалось нападению башкирских кочевников. В 1638 году на деньги из царской казны отстроен острог. Можно думать, что вскоре после основания Верх-Ницинской слободы была устроена в ней и деревянная церковь, так как в то время, при Тобольских Владыках Макарие и Нектарие, селения основывались обыкновенно с часовнями или деревянными церквами.
В середине XVIII века церковь была уже с несколькими приделами, так как в благословенной грамоте Тобольскаго Митрополита Сильвестра от 1752 г. говорится об освящении главного храма во имя Воскресения Христова. Много раз церковь перестраивалась, в 1902 году была каменной, двухэтажной, пятипрестольной. В 1936 году закрыта, затем снесена.
Жителями Елани и окрестных деревень были государственные крестьяне. Главным занятием прихожан было земледелие. Также подспорьем служило кирпичное производство и заработки во время ярмарки.

### Волостное село
C 1781 года Елань была волостным селом и относилась к Ирбитскому уезду Пермской губернии. В селе была церковь в честь Воскресения Христова,
До 1800 года слобода входила в состав Тобольской епархии. В 1800 г. она была перечислена к Пермской епархии, а в 1885 г. к Екатеринбургской.
С 1875 года работало народное училище.
С 1917 по 1919 года в уезде проходила гражданская война. В 1919 году была установлена советская власть.

### В составе Байкаловского и Краснополянского районов
12 ноября 1923 года постановлением ВЦИК был образован Байкаловский район в составе Ирбитского округа  образованной Уральской области. Елань вошла в его состав.
16 сентября 1929 года в Ирбитском округе в порядке опыта был создан укрупнённый район (коммуна-колхоз «Гигант») в составе Байкаловского района, Еланского района (за исключением Гаринского сельского совета) и 4-х сельских советов Знаменского района. Центром укрупненного района установлено с. Микшино с переименованием его в с. Красное поле, а району присвоено название Краснополянского.

### Районный центр
25 января 1935 года из Краснополянского района был выделен Еланский район в прежнем составе сельских советов. Елань стала районным центром.

### В составе Байкаловского района
В 1958 года Еланский район был вновь объединен с Краснополянским и получил название Байкаловский. В 1963 году Байкаловский район был объединен с Ирбитским районом и находился в его составе до января 1965 года, когда был вновь образован Байкаловский район.
В 2006 году Еланская сельская администрация вошла в состав Муниципального образования «Краснополянское сельское поселение».
Сейчас в селе есть отделение «Почты России», дом Культуры, пожарная часть 12/2, агрофирма, кафе, 4 магазина, предприятие ЖКХ, школа (МАОУ «Еланская средняя общеобразовательная школа») и детский сад (МКДОУ «Еланский детский сад „Колосок“»).

## География
Населённый пункт расположен на правом берегу реки Ницы, в 27 километрах на север от села Байкалова, административного центра района.

### Часовой пояс
Елань, как и вся Свердловская область, находится в часовой зоне МСК+2. Смещение применяемого времени относительно UTC составляет +5:00.

## Население
| 2002 | 2010  | 2021 |
| ---- | ----- | ---- |
| 1325 | ↘1101 | ↘968 |

## Инфраструктура
Село разделено на 17 улиц (Восточная, Еланская, Колхозная, Красная, Лесная, Мира, Новая, Октябрьская, Первомайская, Победы, Пролетарская, Революции, Свердлова, Свободы, Советская, Строителей, Февральская) и два переулка (Садовый, Чкалова), есть отделение «Почты России», дом Культуры, пожарная часть 12/2, агрофирма, кафе, 4 магазина, предприятие ЖКХ, школа (МАОУ «Еланская средняя общеобразовательная школа») и детский сад (МКДОУ «Еланский детский сад „Колосок“»).